# ジョージ・ウェア
ジョージ・マネー・オポング・ウェア（英語: George Manneh Oppong Weah, 1966年10月1日 - ）は、リベリア・モンロビア出身の政治家、元サッカー選手。リベリアの第25代大統領。サッカー選手として同国代表に14年間にわたって選出され、「リベリアの怪人」と称された。

## 概要
バロンドールの規定が改定されて最初の年である1995年にFIFA最優秀選手賞と欧州最優秀選手賞を受賞。ゴールキーパーを含めたほとんどのポジションをこなす。高い身体能力とゴール決定力を誇り、ACミラン時代のラツィオ戦では一人スルーパスからゴールを決めたことも有名。また、96 - 97シーズンの開幕戦で自陣ペナルティエリア付近から約80メートルを相手ゴール前まで単独でドリブル突破した上でゴールを決めた際、翌日の地元紙は「サン・シーロにUFO出現」の見出しを掲げた。
2005年の総選挙よりリベリア政界に進出し、2018年1月22日より大統領に就任した。ジョセフ・ボアカイとの選挙での抗争で知られるポピュリストとして、主に若者からの人気は根強い。

## 経歴
モンロビア郊外のブッシュロッド島のクララ・タウンで14人兄弟の3番目として生まれる。幼い時に父を失い、祖母に育てられた彼の最初の夢はモンロビアのテレフォンオペレーターになることだった。

### サッカー選手として
15歳の時に当時3部リーグ所属の地元のサッカークラブ、ヤング・サバイバーズと契約するとゴールキーパーとしてサッカーキャリアをスタートした。すぐに得点をすることへ楽しさを覚え、フォワードへ転向、30試合に出場し31得点を記録。チームを2部リーグに昇格させた。
その後1部リーグのクラブを経て、1986年にはリベリアで最高のチームであったインヴィンシブル・イレブンへ移籍。このクラブではキャプテンを務め得点王も獲得して、カメルーンのスカウトの目にとまり1987年に国外デビューを果たした。
1シーズンカメルーンで過ごしたウェアは、その後フランスのASモナコへ移籍し、監督を務めていたアーセン・ヴェンゲルから、自らの子供の様に扱われ、成長を助けられた。1991年にクープ・ドゥ・フランスをもたらすと、翌年にはチームをカップ・ウィナーズカップの決勝に導いた。1992年に移籍したパリSGでもチームをリーグ優勝に導くと、1995年には再びクープ・ドゥ・フランスをチームにもたらした。また、1994-95シーズンのUEFAチャンピオンズリーグでは通算7得点を決め、チームを準決勝まで導いた。しかし、パリサンジェルマンファンから人種差別を受けることもあった。
1995年、アフリカ人として初のバロンドールを受賞し、同年にFIFA（国際サッカー連盟）選出の世界年間最優秀選手賞も受賞。最後に自身3度目(89年、94年、95年)となるアフリカ年間最優秀選手賞と、この年の個人タイトルを総なめにした。
1995-96シーズンACミランへ加入すると、リーグ開幕節のパドヴァ戦で初ゴールとフランコ・バレージへのアシストを決める公式戦デビューを果たした。このシーズン、得点だけでなくアシストも二桁以上を記する活躍、チームはリーグ制覇を果たした。1996-97シーズンの開幕戦となった、エラス・ヴェローナ戦では自陣からドリブルでゴールを決めるなど、多くの得点を決めた。驚異的な身体能力を誇り、「リベリアの怪人」と呼ばれた。1998-99シーズンにもリーグ優勝を果たしたが、その後は膝の怪我等も有り、1999-00シーズン途中にチェルシーFCに移籍。以降マンチェスター・シティFC、マルセイユ、アル・ジャジーラと渡り歩き2002-2003シーズンをもって現役引退した。
リベリア代表として75試合に出場したが、FIFAワールドカップの本大会に出場することはできなかった。特に2002年大会のアフリカ予選では1位と勝ち点1差で惜しくも出場を逃した。
内戦で傷ついた祖国リベリアの為にジョージ・ウェア基金を設立するなどしてリベリアのユニセフ親善大使も務めた（大統領立候補の際、規定により一時的に大使を辞めている）。
2008年1月、日本のバリエンテ郡山の総監督に就任した。しかし、来日は就任会見時の1度のみで、シーズン開幕後に訪日することはなかった。同クラブは不祥事のため2008年シーズンをもって運営会社が解散。ウェアも事実上退任した。

### 政治家として
サッカー選手引退後、アメリカのフロリダ州とニューヨークで妻子と共に暮らしていたが、2005年の大統領選挙に民主変革会議 (CDC)候補として立候補。その際の遊説は、自身がエリート層出身者では無いと貧困層に訴えるポピュリズムそのものだった。第1回目の選挙で最多得票を勝ち取ったものの過半数に満たなかったために、ウェアに次ぐ票を得たエレン・ジョンソン・サーリーフとの決選投票となり、他候補者との連合に成功したサーリーフに最終投票で敗北した。
2009年にアメリカからリベリアに帰国し、CDCのモンセラード郡の上院議員候補になるために政治活動を開始。2011年の大統領選挙で現職のサーリーフに再び挑む意向を発表した。実際にはCDCのウィンストン・タブマンがサーリーフに挑む事になり、タブマンは彼を副大統領候補に選んだ。結局はサーリーフが再選を果たしたが、政治家になる決意をさらに固めた。
2014年の上院議員選挙にモンセラード郡から立候補し、12月20日の投開票でサーリーフの息子であるロバート・サーリーフを下し初当選。2017年の大統領選挙に出馬し、10月10日の第1回目投票では得票率39％で1位となり、12月26日の決選投票では61.5％を得票、ジョセフ・ボアカイを下し当選した。2018年1月22日に就任。副大統領は、シエラレオネ特別法廷で有罪となり収監中のチャールズ・テイラー (第22代大統領）の元妻であるジュエル・テイラーであるが、テイラーの復権につながるとの懸念も出た。
2023年の大統領選挙で再びボアカイと対決して僅差ながら敗北した。

## 人物
ウェアはキリスト教プロテスタントの家で生まれているが、彼は1997年にイスラム教に改宗し、名前も「ウスマン（Ousman）」と言うイスラム名で呼ばれ、10年間イスラム教徒としてイスラム教を学んだ。しかし、再びプロテスタンティズム精神を求め、彼が当時在住していたフランスで2007年に「自分はもうイスラム教徒ではない」と語り、イスラム教徒をやめ、元のプロテスタントに戻った。彼はキリスト教徒とイスラム教徒が平和になる事を願っており、彼らは一人だと言う。2017年10月に彼はナイジェリアでナイジェリアの著名なキリスト教伝道師の預言者T・B・ジョシュアの主催の集会に出席した。そこにはリベリア国民愛国戦線元指導者のプリンス・ジョンソンがおり、一緒に並んでジョシュアと握手を交わしている。なおジョンソンはリベリア内戦の時、敵対していたサミュエル・ドウ（第21代大統領）を捕らえ殺害したが、その後、ナイジェリアに亡命し、キリスト教に目覚め、牧師となっており、2007年にジョシュアの仲介でジョンソンはドウの残された家族と和解している。2017年の大統領選でジョンソンはウェアを支持しており、ジョシュア仲介のナイジェリアでのジョンソンとの出会いが彼の2017年の大統領選への立候補に重要な影響を与えたと言われている。
フランス語が流暢に話せサッカー選手としてフランスのリーグに所属し長らくフランスに住んでいた事もある縁から、フランスの市民権も持っている。

## 家族
ジャマイカ出身の妻クレアとの間に3人の子女がおり、2人の子息のジョージとティモシーはいずれもサッカー界に入っている。また、クレア以外の女性との間に1名の子女がいる。

## 個人成績
| 国内大会個人成績 | 国内大会個人成績 | 国内大会個人成績 | 国内大会個人成績 | 国内大会個人成績             | 国内大会個人成績           | 国内大会個人成績 | 国内大会個人成績 | 国内大会個人成績 | 国内大会個人成績 | 国内大会個人成績 | 国内大会個人成績 |
| 年度             | クラブ           | 背番号           | リーグ           | リーグ戦                     | リーグ戦                   | リーグ杯         | リーグ杯         | オープン杯       | オープン杯       | 期間通算         | 期間通算         |
| 年度             | クラブ           | 背番号           | リーグ           | 出場                         | 得点                       | 出場             | 得点             | 出場             | 得点             | 出場             | 得点             |
| フランス         | フランス         | フランス         | フランス         | リーグ戦                     | リーグ戦                   | F・リーグ杯      | F・リーグ杯      | フランス杯       | フランス杯       | 期間通算         | 期間通算         |
| ---------------- | ---------------- | ---------------- | ---------------- | ---------------------------- | -------------------------- | ---------------- | ---------------- | ---------------- | ---------------- | ---------------- | ---------------- |
| 1988-89          | モナコ           |                  | D1               | 23                           | 14                         |                  |                  |                  |                  |                  |                  |
| 1989-90          | モナコ           |                  | D1               | 17                           | 5                          |                  |                  |                  |                  |                  |                  |
| 1990-91          | モナコ           |                  | D1               | 29                           | 10                         |                  |                  |                  |                  |                  |                  |
| 1991-92          | モナコ           |                  | D1               | 34                           | 18                         |                  |                  |                  |                  |                  |                  |
| 1992-93          | パリ-SG          |                  | D1               | 30                           | 14                         |                  |                  |                  |                  |                  |                  |
| 1993-94          | パリ-SG          |                  | D1               | 32                           | 11                         |                  |                  |                  |                  |                  |                  |
| 1994-95          | パリ-SG          |                  | D1               | 34                           | 7                          |                  |                  |                  |                  |                  |                  |
| イタリア         | イタリア         | イタリア         | イタリア         | リーグ戦                     | リーグ戦                   | イタリア杯       | イタリア杯       | オープン杯       | オープン杯       | 期間通算         | 期間通算         |
| 1995-96          | ミラン           |                  | セリエA          | 26                           | 11                         |                  |                  |                  |                  |                  |                  |
| 1996-97          | ミラン           |                  | セリエA          | 28                           | 13                         |                  |                  |                  |                  |                  |                  |
| 1997-98          | ミラン           |                  | セリエA          | 24                           | 10                         |                  |                  |                  |                  |                  |                  |
| 1998-99          | ミラン           |                  | セリエA          | 26                           | 8                          |                  |                  |                  |                  |                  |                  |
| 1999-00          | ミラン           |                  | セリエA          | 10                           | 4                          |                  |                  |                  |                  |                  |                  |
| イングランド     | イングランド     | イングランド     | イングランド     | リーグ戦                     | リーグ戦                   | FLカップ         | FLカップ         | FAカップ         | FAカップ         | 期間通算         | 期間通算         |
| 1999-00          | チェルシー       |                  | プレミア         | 11                           | 3                          |                  |                  |                  |                  |                  |                  |
| 2000-01          | マンC            |                  | プレミア         | 7                            | 1                          |                  |                  |                  |                  |                  |                  |
| フランス         | フランス         | フランス         | フランス         | リーグ戦                     | リーグ戦                   | F・リーグ杯      | F・リーグ杯      | フランス杯       | フランス杯       | 期間通算         | 期間通算         |
| 2000-01          | マルセイユ       |                  | D1               | 19                           | 5                          |                  |                  |                  |                  |                  |                  |
| UAE              | UAE              | UAE              | UAE              | リーグ戦                     | リーグ戦                   | リーグ杯         | リーグ杯         | オープン杯       | オープン杯       | 期間通算         | 期間通算         |
| 2001-02          | アル・ジャジーラ |                  |                  |                              |                            |                  |                  |                  |                  |                  |                  |
| 2002-03          | アル・ジャジーラ |                  |                  |                              |                            |                  |                  |                  |                  |                  |                  |
| 通算             | フランス         | フランス         | D1               | 218                          | 84\|\|\|\|\|\|\|\|\|\|\|\| |                  |                  |                  |                  |                  |                  |
| 通算             | イタリア         | イタリア         | セリエA          | 114                          | 46\|\|\|\|\|\|\|\|\|\|\|\| |                  |                  |                  |                  |                  |                  |
| 通算             | イングランド     | イングランド     | プレミア         | 18                           | 4\|\|\|\|\|\|\|\|\|\|\|\|  |                  |                  |                  |                  |                  |                  |
| 通算             | UAE              | UAE              |                  | \|\|\|\|\|\|\|\|\|\|\|\|\|\| |                            |                  |                  |                  |                  |                  |                  |
| 総通算           | 総通算           | 総通算           | 総通算           | \|\|\|\|\|\|\|\|\|\|\|\|\|\| |                            |                  |                  |                  |                  |                  |                  |

## 個人タイトル
- FIFA最優秀選手賞 :（1995年）
- バロンドール :（1995年）
- オンズドール :（1995年）
- アフリカ年間最優秀選手賞 :（1989、1994、1995年）
- BBCアフリカ年間最優秀サッカー選手賞 :（1995年）
- FIFAフェアプレー賞 :（1996年）
- 20世紀世界最優秀選手 27位（1999年）
- 20世紀の偉大なサッカー選手100人 43位:（1999年）
- FIFA100 :（2004年）
- ゴールデンフット賞 (all time legend) :（2005年）